# Verlengde gedraaide vijfhoekige koepel
Een verlengde gedraaide vijfhoekige koepel is in de meetkunde het johnsonlichaam J24. Deze ruimtelijke figuur kan worden geconstrueerd door een vijfhoekige koepel J5 op een tienhoekig antiprisma te plaatsen en is het deel van onder andere een verlengde dubbelgedraaide vijfhoekige dubbelkoepel J46.
De 92 johnsonlichamen werden in 1966 door Norman Johnson benoemd en beschreven.
- (en)  MathWorld. Gyroelongated Pentagonal Cupola